# ریچارد ئی. میلر
ریچارد ئی. میلر (انگلیسی: Richard E. Miller; ۲۲ مارس ۱۸۷۵ – ۲۳ ژانویهٔ ۱۹۴۳) نقاش امپرسیونیست اهل ایالات متحده آمریکا بود. از آثار مشهورش می‌توان چای بعدازظهر را نام برد.